# Ole Faarup
Ole Faarup (født 20. august 1934 på Frederiksberg i København, død 27. februar 2025) var en dansk møbelhandler og kunstsamler. Han ejede en af Danmarks største privatejede kunstsamlinger og efterlod den ved sin død til Ole Faarups Kunstfond, som han havde stiftet i 2023. Fondens formål er at støtte danske, færøske og grønlandske kunstnere under 50 år. Værdien af Faarups kunstsamling vurderedes inden salget af de mest værdifulde værker i 2025 at ville indbringe fonden mindst 300 millioner kroner.

## Levnedsløb
Ole Faarup blev født på Frederiksberg i 1934 og boede i bydelen indtil sin død. Han voksede op i en kunstinteresseret lægefamilie. Ole læste selv oprindelig medicin, men via et studiejob hos en møbelhandler endte han selv med at blive handelsuddannet indenfor møbelbranchen. I 1959 tog han højere handelseksamen ved Niels Brock og blev derpå ansat i Georg Jensens Sølvsmedie A/S. I 1960'erne arbejde han i New York og brugte hele sin fritid på gallerier og i kunstmiljøet. Han vendte senere tilbage til Danmak og ejede i 35 år forretningen "3 Falke Møbler" på Frederiksberg. I 1980 stiftede han desuden Ole Faarup Møbler ApS - Im- og Eksport - Totalentreprise.

## Kunstinteresse og kunstsamling
Faarup, der var ugift, var passioneret kunstelsker og -samler. Han stiftede Det Danske Kunstsamler Selskab og mødte igennem sit liv virkelig mange, ofte unge og ukendte kunstnere, hvis værker han købte, og som siden blev kendte navne. Det gjaldt blandt andet to hovedværker af den skotske kunstner Peter Doig, som ved Faarups død i 2025 var blevet en af verdens dyreste nulevende malere.
Faarup brugte over 50 år på at opbygge sin private kunstsamling, som befandt sig i hans eget hjem på Frederiksberg. Ved sin død havde Faarup omkring 600 værker i sin samling, hvorfra han ofte udlånte til museer, også nogle af de største kunstmuseer i verden. Udover Peter Doig ejede han blandt andet værker af Chris Ofili, Jean-Michel Basquiat, Per Kirkeby, Ejler Bille, Sonja Ferlov Mancoba, Esben Weile Kjær og Kinga Bartis. Han betegnedes i medierne som en af Danmarks største og vigtigste kunstsamlere.
I 2023 stiftede han Ole Faarups Kunstfond, som arvede hele hans formue i form af kunstværker, møbler, ejendomme mm. Fondens midler skulle fremover gå til danske, grønlandske og færøske kunstnere under 50 år, bl.a. til museumskøb af deres værker og støtte til udstillinger. Ifølge dagbladet Børsen vurderedes det, at salget af hans efterladte værdier ville indbringe mindst 300 millioner kr. til fonden. I august 2025 blev 85 af de væsentligste værker fra Faarups private kunstsamling for eneste gang nogensinde udstillet for offentligheden i Kunsthal N på Nørrebro i København i fire dage, inden de sammen med 55 andre værker skulle sælges på auktion i London senere på efteråret, og samlingen dermed spredes for alle vinde.

## Andet
Faarup var optaget i Kraks Blå Bog og ridder af Dannebrog.